# 50丁目駅 (BMTウェスト・エンド線)
50丁目駅（50ちょうめえき、英語: 50th Street）はニューヨーク市地下鉄BMTウェスト・エンド線の駅で、ブルックリン区ボロー・パークのニュー・ユトレヒト・アベニュー - 50丁目交差点にある。終日D系統が停車する。

## 駅構造
| P ホーム階 | 相対式ホーム、右側ドアが開く | 相対式ホーム、右側ドアが開く                                       |
| P ホーム階 | 北行緩行線                   | ← ノーウッド-205丁目駅行き（フォート・ハミルトン・パークウェイ駅） |
| P ホーム階 | 混雑方向 急行線              | → 定期列車なし                                                     |
| P ホーム階 | 南行緩行線                   | → コニー・アイランド-スティルウェル・アベニュー駅行き（55丁目駅）→ |
| P ホーム階 | 相対式ホーム、右側ドアが開く |                                                                    |
| M          | 改札階                       | 改札口、駅員詰所、メトロカード自動券売機                           |
| G          | 地上階                       | 出入口                                                             |

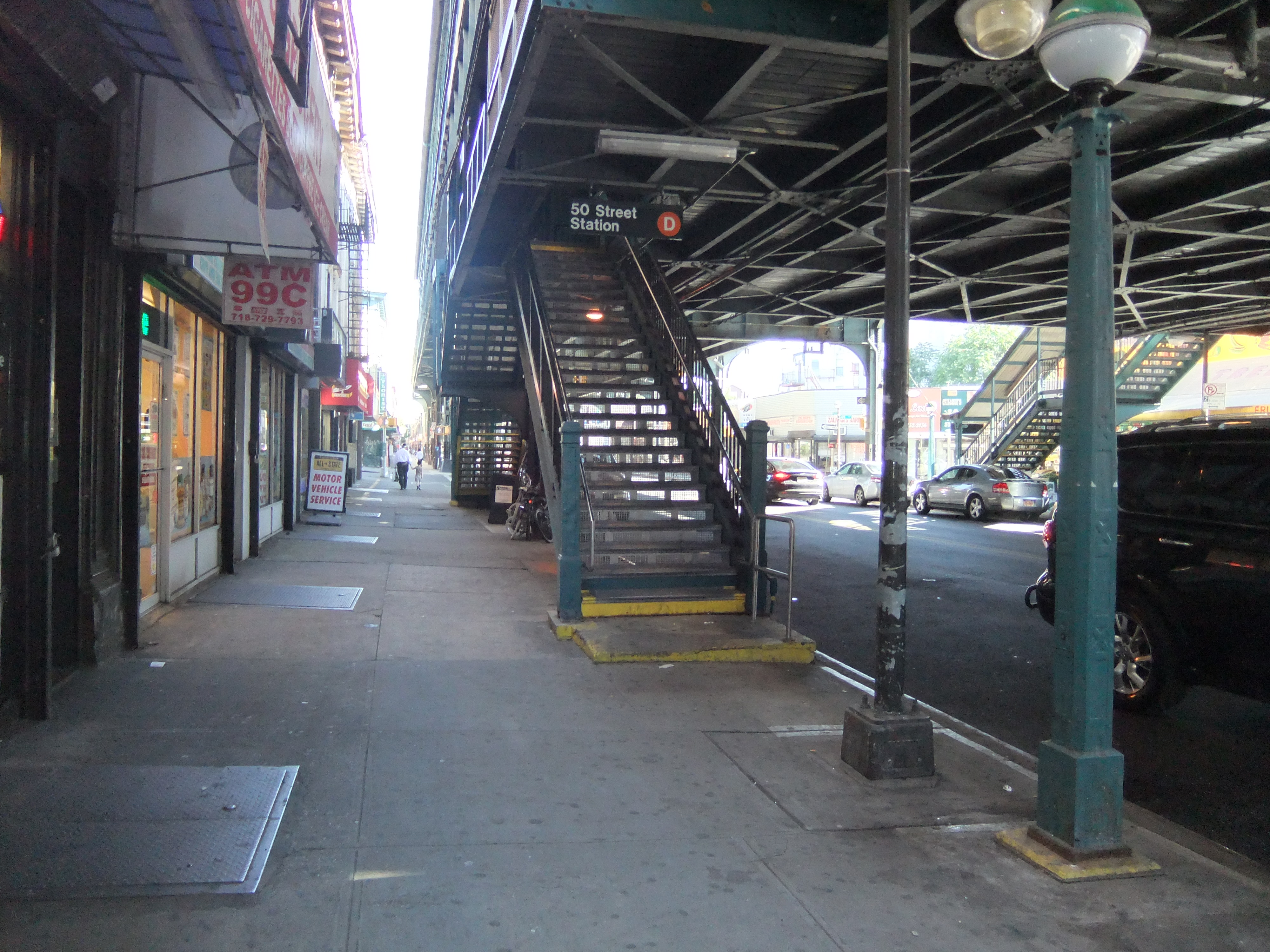
南西側階段

50丁目駅は1915年6月24日に開業した相対式ホーム2面3線の駅である。中央の急行線は普段は使用されない。
ホームにはベージュの風除けが設けられ、緑色のフレームの茶色い屋根が架けられている。フレームの中央とホーム端には腰ほどの高さの黒い鋼製の柵が取り付けられている。マンハッタン方面ホームの方がコニー・アイランド方面ホームよりも北側にずらして設けられており、各ホームとも両端に分電盤室が置かれている。

### 出口
駅のエントランスは１か所だけで、線路の下に設けられた高架駅舎からは4本の階段がニュー・ユトレヒト・アベニューの両サイドに2本ずつ、49丁目から50丁目の間に延びている。駅舎の外装は化粧張木材で小ざっぱりとしており、内装はベージュでチェリーレッドのドアやガラスのブロック窓、ヒーターも備えている。改札には自動改札機とトークン・ブース、待合所があり、階段で各ホームに上がることができる。